# بيت غريفز
بيت غريفز (بالإنجليزية: Pete Graves)‏ هو معلق رياضي ومقدم تلفزيوني بريطاني، ولد في 7 أبريل 1982 في هكسهام ‏ في المملكة المتحدة.